# Cox's Bazar
Cox's Bazar (tiếng Bengal: কক্স বাজার Kôksho Bajar hay Kôks Bazar) là một thị xã, một cảng cá và là nơi đóng trụ sở của chính quyền quận Cox's Bazar ở Bangladesh. Ở đây nổi tiếng với bãi biển cát rộng và là bãi biển cát tự nhiên dài nhất thế giới (120 km bao gồm cả các bãi bùn). Nó nằm cách phía Nam Chittagong 150 km. Cox's Bazar cũng có tên "Panowa", có nghĩa là "hoa vàng". Tên cũ khác là "Palongkee". Tên gọi hiện nay của Cox's Bazar được đặt theo tên của Captain Cox (mất 1798), một sĩ quan quân đội phục vụ chính quyền Ấn Độ thuộc Anh.
Dù Cox's Bazar là một trong những điểm đến du lịch được khách tham quan chọn nhất ở Bangladesh, nó vẫn chưa trở thành một điểm đến quốc tế lớn do thái độ bảo thủ của cư dân địa phương.
Cox's Bazar đang được bầu chọn 7 kỳ quan thế giới mới và đến giữa tháng 2 năm 2008 đang tạm xếp hạng ba.